# Петрова (Пинежский район)
Петрова — деревня в Пинежском районе Архангельской области. Входит в состав Пинежского сельского поселения.

## География
Деревня расположена в восточной части области на расстоянии примерно в 83 километрах по прямой к северо-западу от районного центра села Карпогоры.
Часовой пояс
Деревня Петрова как и вся Архангельская область, находится в часовой зоне МСК (московское время). Смещение применяемого времени относительно UTC составляет +3:00.

## Население
| 2002 | 2010 | 2012 |
| ---- | ---- | ---- |
| 141  | ↘70  | ↗111 |

Национальный состав
Согласно результатам переписи 2002 года, в национальной структуре населения русские составляли 98 % из 139 чел..